# Radhi Jaïdi
Radhi Ben Abdelmajid Jaïdi (ur. 30 sierpnia 1975 w Tunisie) – tunezyjski piłkarz występujący na pozycji obrońcy, reprezentant Tunezji, znany z dobrej gry głową, w sezonie 2006/2007 zawodnik klubu Premiership Bolton Wanderers, do którego przybył w 2004 jako pierwszy tunezyjczyk w lidze angielskiej.

## Kariera reprezentacyjna
W reprezentacji Tunezji Jaïdi zadebiutował w 1996 roku. W 2002 wystąpił na Mistrzostwach Świata w Japonii. W 2004 zdobył z drużyną na boiskach Tunezji Puchar Narodów Afryki. W 2006 w Egipcie odpadł z tych rozgrywek w ćwierćfinale po rzutach karnych z Nigerią. Został również powołany przez Rogera Lemerre'a na Mistrzostwa Świata w Niemczech, na których już w pierwszym meczu grupowym z Arabią Saudyjską zdobył decydującego gola na 2:2, pokonując bramkarza w doliczonym czasie gry. Do tej pory rozegrał w drużynie narodowej 61 meczów i zdobył 6 bramek.